# Gary Graham
Gary Rand Graham (ur. 7 lipca 1950 w Long Beach, zm. 22 stycznia 2024 w Spokane) – amerykański aktor. Występował w roli kapitana Sovala w serialu Star Trek: Enterprise (2001–2005).

## Wczesne lata
Urodził się w Long Beach w Kalifornii. Jego ojciec był lekarzem. Miał dwie siostry – Colleen i Jeannine. Początkowo studiował medycynę na Uniwersytecie Kalifornijskim, ale wkrótce zmienił kierunek na aktorski, ponieważ miał problemy z utrzymaniem średniej z oceną 4,0. Występował w zespole The Sons of Kirk, który pierwotnie nosił nazwę The Gary Graham Garage Band, a potem został zmieniony na The Gary Graham Band.

## Kariera
W 1970 wystąpił w roli mieszczanina w produkcji off-Broadwayowskiej Dotyk. Debiutował na ekranie jako wieśniak grający na gitarze w przygodowej komedii sensacyjnej Zagubiony na Rajskiej Wyspie (Lost on Paradise Island, 1975). W dreszczowcu Paula Schradera Dwa światy (Hardcore, 1979) z George’em C. Scottem został obsadzony w roli obskurnego handlarz filmami porno. W melodramacie sportowym Michaela Chapmana Wszystkie właściwe posunięcia (All the Right Moves, 1983) był starszym bratem postaci granej przez Toma Cruise’a. Można go było dostrzec w dramacie CBS Niezwykła podróż doktor Meg Laurel (The Incredible Journey of Doctor Meg Laurel, 1979) z Jane Wyman i Jamesem Woodsem, komedii Rycerze hollywoodzkich nocy (The Hollywood Knights, 1980) z Michelle Pfeiffer, a także w adaptacji telewizyjnej powieści Judith Krantz Skrupuły (Scruples, 1980) z Lindsay Wagner.
Grał detektywa Matthew „Matta” Sikesa w serialu Fox Alien Nation (1989–1990) oraz w telefilmach: Alien Nation: Dark Horizon (1994), Alien Nation: Body and Soul (1995), Alien Nation: Millennium (1996), Alien Nation: The Enemy Within (1996) i Alien Nation: The Udara Legacy (1997).
W 1986 trafił na Broadway w przedstawieniu lalkowym Trochę jak magia.

## Życie prywatne
Był chrześcijaninem. Należał do ochotniczego patrolu narciarskiego. Był cztery razy żonaty. Z pierwszego małżeństwa z Susan Lavelle miał córkę Haley.

## Poglądy
Był znany z konserwatywnych poglądów i jako przeciwnik usuwania ciąży, choć w przeszłości liberalnie podchodził do wyborów życiowych, a sam przyznaje, że opłacił kilka aborcji swoich dziewczyn.

### Śmierć
Zmarł 22 stycznia 2024 z powodu zatrzymania akcji serca w szpitalu w Spokane w stanie Waszyngton w wieku 73 lat.

## Filmografia

### Filmy
- 1979: Dwa światy (Hardcore) jako Tod
- 1983: Wszystkie właściwe posunięcia (All the Right Moves) jako Greg
- 1989: Ostatni wojownik (Coastwatcher) jako żołnierz Rick Gibb
- 1992: Kłopoty z facetami jako Butch Gable

### Seriale
- 1977: Starsky i Hutch jako Freddy
- 1977: Sierżant Anderson jako Santa
- 1981: Knots Landing jako Cal
- 1982: Diukowie Hazzardu jako Denny
- 1984: Detektyw Remington Steele jako Butch Bemis
- 1985: Na wariackich papierach jako Michael Wrye
- 1993: Grace w opałach jako Andy
- 1995: Renegat jako John Henry Dukane
- 1995: Star Trek: Voyager jako Tanis
- 1996: Niebieski Pacyfik jako Jackie Earl Bates
- 1997: JAG jako kpt. Gary Hochausen
- 1998: Diagnoza morderstwo jako Ryan Matthews
- 1999: Ally McBeal jako Rodney Wilcox
- 1999: JAG jako kpt. Tobias Ingles
- 2000: Strażnik Teksasu jako Travis
- 2001: Nash Bridges jako Ulysses Paxton Jr.
- 2001–2002: JAG jako kpt. Tobias Ingles
- 2001–2005: Star Trek: Enterprise jako ambasador Soval
- 2003: Obława jako Stan Mackey
- 2005: Jordan w akcji jako Ben Morgan
- 2009: Bez skazy jako Silas Martel